# Надь, Конрад
Конрад Надь (венг. Konrád Nagy; род. 26 марта 1992 года, Дебрецен, Венгрия) — венгерский конькобежец, многократный призёр национального чемпионата Венгрии по конькобежному спорту, а также прочих локальных и международных соревнований. Участник зимних Олимпийских игр 2014 года и 2018 года.

## Биография
Конрад Надь родился в городе Дебрецен, медье Хайду-Бихар, Венгрия. В 2006 году начал заниматься шорт-треком. Перешел в конькобежный спорт в сезоне 2013/14 года. В настоящее время профессионально тренируется на базе клуба «Debrecen Sportcentrum». За его подготовку отвечают два тренера: канадец Тодд МакКлементс (англ. Todd McClements) и венгер Сабольч Солоши (венг. Szabolcs Szolosi). Состоит в отношениях с известной венгерской конькобежкой — Андреа Кеслер.
По состоянию на апрель 2018 года в активе Конрада Надя нет каких-либо медалей полученных на соревновании международного уровня под эгидой ИСУ. Лучший свой результат он продемонстрировал во время чемпионата Европы по конькобежному спорту 2016 года, что проходил в белорусской столице — Минск. 10 января после окончания всех забегов в итоговой классификация с 114,626 очками Надь занял 16-е место.
На зимних Олимпийских играх 2018 года, которые стали вторыми в его карьере, Конрад Надь был заявлен для участия в забеге на 1000 и 1500 м. Во время церемонии открытия он был выбран в качестве знаменосца. 13 февраля 2018 года на Олимпийском Овале Каннына в забеге на 1500 м среди мужчин он финишировал с результатом 1:49.01 (+5.00). В итоговом зачёте Надь занял 29-е место. 23 февраля 2018 года на Олимпийском Овале Каннына в забеге на 1000 м среди мужчин он финишировал с результатом 1:09.92 (+1.97). В итоговом зачёте Надь занял 21-е место.